# Hệ thống đo lường Planck
Trong vật lý hạt và vũ trụ học vật lý, hệ thống đo lường Planck là một tập các đơn vị đo lường định nghĩa hoàn toàn dựa trên năm hằng số vật lý phổ quát, sao cho những hằng số vật lý này có giá trị là 1 khi được biểu diễn trong hệ đơn vị Planck. Năm đơn vị cơ bản của hệ đo lường Planck là độ dài Planck, khối lượng Planck, thời gian Planck, nhiệt độ Planck, và điện tích Planck.
Được đề ra lần đầu năm 1899 bởi nhà vật lý Max Planck, những đơn vị này còn được gọi là đơn vị tự nhiên vì định nghĩa của chúng đến từ tính chất của tự nhiên mà không dựa trên những khái niệm do con người xây dựng. Hệ đo lường Planck không phải là hệ đơn vị tự nhiên duy nhất, nhưng các đơn vị Planck đến từ tính chất của chân không mà không dựa trên tính chất của vật nguyên mẫu hay hạt sơ cấp nào. Chúng thường được dùng trong việc nghiên cứu các thuyết thống nhất như là hấp dẫn lượng tử.
Cụm từ quy mô Planck dùng để chỉ mức không gian, thời gian, năng lượng và những đại lượng khác mà khi vượt quá (hoặc thấp hơn) thì các tiên đoán của Mô hình chuẩn, lý thuyết trường lượng tử và thuyết tương đối rộng không thể kết hợp cùng nhau, và hiệu ứng lượng tử của lực hấp dẫn được coi là sẽ thống trị. Quy mô này có thể có mức năng lượng khoảng 1,22×1019 GeV (lượng năng lượng tương đương với khối lượng Planck), khoảng thời gian khoảng 5,39×10−44 s (thời gian Planck) và độ dài vào khoảng 1,62×10−35 m (độ dài Planck). Ở quy mô Planck, những lý thuyết hiện nay không dùng để mô tả vũ trụ, và các nhà vật lý không có một mô hình khoa học cụ thể để dự đoán vũ trụ hoạt động như thế nào. Ví dụ điển hình nhất là trạng thái của vũ trụ trong khoảng 10−43 giây sau Vụ Nổ Lớn, khoảng 13,8 tỉ năm trước.
Năm hằng số phổ quát mà hệ đo lường Planck quy về 1 là:
- tốc độ ánh sáng trong chân không, c,
- hằng số hấp dẫn, G,
- hằng số Planck thu gọn, ħ,
- hằng số Boltzmann, kB,
- hằng số Coulomb, ke = 1/4πε0

Mỗi hằng số này đều liên quan đến một lý thuyết hay khái niệm vật lý cơ bản: c với thuyết tương đối hẹp, G với thuyết tương đối rộng, ħ với cơ học lượng tử, kB với nhiệt động lực học, và ε0 với điện từ học.

## Giới thiệu
Mọi hệ đo lường đều có thể chọn một tập các đại lượng và đơn vị cơ bản, rồi từ đó định nghĩa tất cả mọi đại lượng và đơn vị khác. Ví dụ, trong hệ đo lường quốc tế, các đại lượng SI cơ bản bao gồm độ dài với đơn vị là mét. Trong hệ đo lường Planck, một tập các đại lượng cơ bản tương tự có thể được sử dụng, khi ấy đơn vị Plank cơ bản cho độ dài sẽ là độ dài Planck, đơn vị cơ bản cho thời gian là thời gian Planck. Những đơn vị này được suy ra từ năm hằng số vật lý phổ quát trong Bảng 1, sao cho những hằng số này có giá trị bằng 1 khi được biểu diễn dưới hệ đo lường Planck. Ví dụ, định luật vạn vật hấp dẫn của Newton,
{\displaystyle {\begin{aligned}F&=G{\frac {m_{1}m_{2}}{r^{2}}}\\&=\left({\frac {F_{\text{P}}l_{\text{P}}^{2}}{m_{\text{P}}^{2}}}\right){\frac {m_{1}m_{2}}{r^{2}}}\\\end{aligned}}}
có thể được biểu diễn thành:
{\displaystyle {\frac {F}{F_{\text{P}}}}={\frac {\left({\dfrac {m_{1}}{m_{\text{P}}}}\right)\left({\dfrac {m_{2}}{m_{\text{P}}}}\right)}{\left({\dfrac {r}{l_{\text{P}}}}\right)^{2}}}.}
Cả hai phương trình đều phù hợp về mặt thứ nguyên và hợp lý trong mọi hệ đo lường. Tuy nhiên, phương trình thứ hai không có G, nếu được viết trong hệ đo lường Planck (tức mP = 1), thì ta có thể rút gọn thành:
{\displaystyle F={\frac {m_{1}m_{2}}{r^{2}}}\ .}
Phương trình cuối này (không có G) chỉ đúng khi F, m1, m2 và r là giá trị của những đại lượng đó trong đơn vị Planck. Do đó việc sử dụng đơn vị Planck hay hệ đơn vị tự nhiên khác cần phải cẩn trọng. Nói về việc G = c = 1, Paul S. Wesson viết rằng, "Về mặt toán học, nó là một mẹo hữu ích. Về mặt vật lý nó làm mất đi thông tin và có thể dẫn đến nhầm lẫn."

## Định nghĩa
| Hằng số                                                                            | Ký hiệu                                            | Thứ nguyên trong đại lượng SI | Giá trị (đơn vị SI)                                                        |
| ---------------------------------------------------------------------------------- | -------------------------------------------------- | ----------------------------- | -------------------------------------------------------------------------- |
| Tốc độ ánh sáng trong chân không                                                   | c                                                  | L T−1                         | 299792458 m⋅s−1 (bằng theo định nghĩa)                                     |
| Hằng số hấp dẫn                                                                    | G                                                  | L3 M−1 T−2                    | 6,67430(15)×10−11 m3⋅kg−1⋅s−2                                              |
| Hằng số Planck thu gọn                                                             | ħ = h/2π trong đó h là hằng số Planck              | L2 M T−1                      | 1,054571817...×10−34 J⋅s (bằng 6,62607015×10−34 J⋅Hz−1/2π theo định nghĩa) |
| Hằng số Boltzmann                                                                  | kB                                                 | L2 M T−2 Θ−1                  | 1,380649×10−23 J⋅K−1 (bằng theo định nghĩa)                                |
| Hằng số Coulomb                                                                    | ke = 1/4πε0 trong đó ε0 là độ điện thẩm chân không | L3 M T−2 Q−2                  |                                                                            |
| Ghi chú: L = chiều dài, M = khối lượng, T = thời gian, Q = điện tích, Θ = nhiệt độ |                                                    |                               |                                                                            |

Một tính chất của đơn vị Planck là hệ đo lường này là thống nhất. Ví dụ, lực tương tác hấp dẫn giữa hai vật thể đều có khối lượng 1 khối lượng Planck, đặt cách nhau 1 độ dài Planck là một đơn vị Planck cho lực. Tương tự, quãng đường ánh sáng đi được trong 1 thời gian Planck là 1 độ dài Planck.
Để tính giá trị của các đơn vị Planck cơ bản theo hệ SI hay hệ đo lường nào khác, năm phương trình trên phải được thỏa mãn:
{\displaystyle {\begin{aligned}l_{\text{P}}&=c\ t_{\text{P}}\\F_{\text{P}}&={\frac {m_{\text{P}}l_{\text{P}}}{t_{\text{P}}^{2}}}=G\ {\frac {m_{\text{P}}^{2}}{l_{\text{P}}^{2}}}\\E_{\text{P}}&={\frac {m_{\text{P}}l_{\text{P}}^{2}}{t_{\text{P}}^{2}}}=\hbar \ {\frac {1}{t_{\text{P}}}}\\E_{\text{P}}&={\frac {m_{\text{P}}l_{\text{P}}^{2}}{t_{\text{P}}^{2}}}=k_{\text{B}}\ T_{\text{P}}\\F_{\text{P}}&={\frac {m_{\text{P}}l_{\text{P}}}{t_{\text{P}}^{2}}}={\frac {1}{4\pi \varepsilon _{0}}}\ {\frac {q_{\text{P}}^{2}}{l_{\text{P}}^{2}}}\end{aligned}}}
Giải hệ năm phương trình trên cho ta các giá trị duy nhất cho năm đơn vị Planck cơ bản:
| Tên               | Thứ nguyên     | Công thức | Giá trị (đơn vị SI)    |
| ----------------- | -------------- | --- | ---------------------- |
| Độ dài Planck     | Độ dài (L)     | {\displaystyle l_{\text{P}}={\sqrt {\frac {\hbar G}{c^{3}}}}}                                                                            | 1,616255(18)×10−35 m   |
| Khối lượng Planck | Khối lượng (M) | {\displaystyle m_{\text{P}}={\sqrt {\frac {\hbar c}{G}}}}                                                                                | 2,176434(24)×10−8 kg   |
| Thời gian Planck  | Thời gian (T)  | {\displaystyle t_{\text{P}}={\frac {l_{\text{P}}}{c}}={\frac {\hbar }{m_{\text{P}}c^{2}}}={\sqrt {\frac {\hbar G}{c^{5}}}}}              | 5,391247(60)×10−44 s   |
| Nhiệt độ Planck   | Nhiệt độ (Θ)   | {\displaystyle T_{\text{P}}={\frac {m_{\text{P}}c^{2}}{k_{\text{B}}}}={\sqrt {\frac {\hbar c^{5}}{Gk_{\text{B}}^{2}}}}}                  | 1,416784(16)×1032 K    |
| Điện tích Planck  | Điện tích (Q)  | {\displaystyle q_{\text{P}}={\sqrt {\frac {\hbar c}{k_{\text{e}}}}}={\sqrt {4\pi \varepsilon _{0}\hbar c}}={\frac {e}{\sqrt {\alpha }}}} | 1875545956(41)×10−18 C |

Bảng 2 định nghĩa các đơn vị Planck theo những hằng số cơ bản. Tuy nhiên, khi biểu diễn trong hệ đo lường khác như hệ SI, giá trị của chúng chỉ là xấp xỉ. Điều này là do sai số trong giá trị của các hằng số G và ε0 trong hệ SI. Giá trị của c, h, e và kB trong hệ SI là tuyệt đối do định nghĩa của giây, mét, kilogram và kelvin không có sai số. Độ điện thẩm chân không ε0 có sai số tương đối khoảng 1,5×10−10. Giá trị của G đã được xác định bằng thực nghiệm với sai số tương đối là 2,2×10−5. G xuất hiện trong định nghĩa của tất cả đơn vị Planck ngoại trừ điện tích, do đó những đơn vị này đều mang sai số xuất phát từ sai số trong giá trị của G.

## Đơn vị khác
Trong một hệ đo lường, đơn vị cho nhiều đại lượng vật lý có thể được suy ra từ các đơn vị cơ bản. Bảng 3 là một số đơn vị Planck được suy ra từ các đơn vị ở trên.
| Đơn vị cho              | Công thức | Giá trị xấp xỉ (SI) |
| ----------------------- | --- | ------------------- |
| Diện tích (L2)          | {\displaystyle l_{\text{P}}^{2}={\frac {\hbar G}{c^{3}}}}                                                                                             | 26121×10−70 m2      |
| Thể tích (L3)           | {\displaystyle l_{\text{P}}^{3}=\left({\frac {\hbar G}{c^{3}}}\right)^{\frac {3}{2}}={\sqrt {\frac {(\hbar G)^{3}}{c^{9}}}}}                          | 42217×10−105 m3     |
| Động lượng (LMT−1)      | {\displaystyle m_{\text{P}}c={\frac {\hbar }{l_{\text{P}}}}={\sqrt {\frac {\hbar c^{3}}{G}}}}                                                         | 65249 kg⋅m/s        |
| Năng lượng (L2MT−2)     | {\displaystyle E_{\text{P}}=m_{\text{P}}c^{2}={\frac {\hbar }{t_{\text{P}}}}={\sqrt {\frac {\hbar c^{5}}{G}}}}                                        | 19561×109 J         |
| Lực (LMT−2)             | {\displaystyle F_{\text{P}}={\frac {E_{\text{P}}}{l_{\text{P}}}}={\frac {\hbar }{l_{\text{P}}t_{\text{P}}}}={\frac {c^{4}}{G}}}                       | 12103×1044 N        |
| Khối lượng riêng (L−3M) | {\displaystyle \rho _{\text{P}}={\frac {m_{\text{P}}}{l_{\text{P}}^{3}}}={\frac {\hbar t_{\text{P}}}{l_{\text{P}}^{5}}}={\frac {c^{5}}{\hbar G^{2}}}} | 51550×1096 kg/m3    |
| Gia tốc (LT−2)          | {\displaystyle a_{\text{P}}={\frac {c}{t_{\text{P}}}}={\sqrt {\frac {c^{7}}{\hbar G}}}}                                                               | 55608×1051 m/s2     |
| Tần số (T−1)            | {\displaystyle f_{p}={\frac {c}{l_{\text{P}}}}={\sqrt {\frac {c^{5}}{\hbar G}}}}                                                                      | 18549×1043 Hz       |

Hầu hết các đơn vị Planck đều có lớn hoặc bé hơn rất nhiều để được dùng trong thực tế, vì vậy hệ đo lường Planck thường chỉ được sử dụng trong vật lý lý thuyết. Thực chất, 1 đơn vị Planck thường là giá trị lớn nhất hoặc nhỏ nhất của một đại lượng vật lý mà vẫn có nghĩa trong những lý thuyết vật lý hiện đại. Ví dụ, sự hiểu biết của ta về Vụ Nổ Lớn bắt đầu với Kỷ nguyên Planck, lúc vũ trụ có tuổi đời là 1 thời gian Planck và có đường kính là 1 độ dài Planck. Lý thuyết về vũ trụ trước 1 thời gian Planck cần phải có hấp dẫn lượng tử, kết hợp các hiệu ứng lượng tử vào thuyết tương đối rộng. Một lý thuyết như vậy hiện chưa xuất hiện.
Một ngoại lệ cho việc các đơn vị Planck có độ lớn hay bé không tưởng là khối lượng Planck, có giá trị khoảng 22 microgram: rất lớn so với các hạt hạ nguyên tử, nhưng nằm trong khoảng của sinh vật sống.

## Lịch sử
Khái niệm đơn vị tự nhiên được giới thiệu năm 1881 bởi George Johnstone Stoney. Ông thấy rằng điện tích lượng tử hóa, và đã đưa ra đơn vị độ dài, thời gian và khối lượng bằng cách chuẩn hóa G, c và điện tích cơ bản e thành 1. Hệ đo lường này được gọi là hệ đo lường Stoney theo tên ông.
Năm 1899 (một năm trước sự hình thành của lý thuyết lượng tử), Max Planck đưa ra ý tưởng về hằng số Planck. Ở cuối bài viết, Planck đề xuất hệ đơn vị cơ bản mà sau này được đặt theo tên ông, dựa trên một hằng số là hằng số Planck. Planck gọi hằng số này là b trong bài viết, ngày nay ký hiệu h và ħ phổ biến hơn. Planck nhấn mạnh tính phổ quát của hệ đo lường mới này, viết:
... die Möglichkeit gegebenist, Einheiten für Länge, Masse, Zeit und Temperatur aufzustellen, welche, unabhängig von speciellen Körpern oder Substanzen, ihre Bedeutung für alle Zeiten und für alle, auch außerirdische und außermenschliche Culturen notwendig behalten und welche daher als »natürliche Maßeinheiten« bezeichnet werden können.

... chúng ta có thể dựng nên các đơn vị cho độ dài, khối lượng, thời gian và nhiệt độ, độc lập với nguyên mẫu hay vật chất đặc biệt, giữ nguyên vẹn ý nghĩa có chúng ở mọi lúc và cho mọi nền văn minh, bao gồm cả nền văn minh ngoài hành tinh và không phải con người, và có thể gọi là "hệ đo lường tự nhiên".

Planck chỉ xét những đơn vị dựa trên các hằng số phổ quát G, ħ, c và kB để đưa ra các đơn vị tự nhiên cho độ dài, thời gian, khối lượng, và nhiệt độ. Bài luận văn của Planck cũng đưa ra giá trị cho các đơn vị cơ bản, gần đúng với giá trị hiện nay.
Các đơn vị cơ bản gốc do Planck đề ra năm 1899 lớn gấp {\displaystyle {\sqrt {2\pi }}} giá trị ngày nay. Điều này là do việc sử dụng hằng số Plank thu gọn (ℏ) trong đơn vị hiện đại, không có trong đề xuất của Planck.
| Tên                   | Thứ nguyên     | Công thức                                               | Giá trị trong hệ SI | Giá trị theo đơn vị Planck                         |
| --------------------- | -------------- | ------------------------------------------------------- | ------------------- | -------------------------------------------------- |
| Độ dài Planck gốc     | Độ dài (L)     | {\displaystyle {\sqrt {\frac {hG}{c^{3}}}}}             | 405135×10−35 m      | {\displaystyle {\sqrt {2\pi }}\times l_{\text{P}}} |
| Khối lượng Planck gốc | Khối lượng (M) | {\displaystyle {\sqrt {\frac {hc}{G}}}}                 | 545551×10−8 kg      | {\displaystyle {\sqrt {2\pi }}\times m_{\text{P}}} |
| Thời gian Planck gốc  | Thời gian (T)  | {\displaystyle {\sqrt {\frac {hG}{c^{5}}}}}             | 135138×10−43 s      | {\displaystyle {\sqrt {2\pi }}\times t_{\text{P}}} |
| NHiệt độ Planck gốc   | Nhiệt độ (Θ)   | {\displaystyle {\sqrt {\frac {hc^{5}}{Gk_{\text{B}}}}}} | 355135×1032 K       | {\displaystyle {\sqrt {2\pi }}\times T_{\text{P}}} |

Planck không dùng đơn vị điện từ nào. Tuy nhiên, do ý tưởng của hệ đo lường này là biến tất cả hằng số thành 1, cộng đồng khoa học đã dần chấp nhận đặt hằng số Coulomb thành 1 và bao gồm điện tích trong hệ đơn vị Planck cơ bản. Đặt hằng số Coulomb thành 1 khiến giá trị của một đơn vị điện tích bằng với giá trị dùng trong hệ đo lường QCD. Tuy nhiên, tùy vào mục tiêu, một số nhà vật lý có cách tiếp cận đơn giản hơn và chỉ coi hệ đơn vị Planck gồm độ dài, khối lượng và thời gian.
Năm 2006, cơ quan quản lý SI đưa ra một đề xuất nội bộ, cố định điện tích Planck thay vì điện tích cơ bản (do "cố định qP sẽ giữ μ0 ở giá trị thông thường là 4π × e = −7 H/m và khiến e phụ thuộc vào giá trị của α"). Đề xuất này bị từ chối, thay vào đó giá trị của điện tích cơ bản được cố định theo định nghĩa. Hiện tại để tính điện tích Planck cần dùng điện tích cơ bản (giá trị chính xác theo định nghĩa) và hằng số cấu trúc tinh tế (giá trị xuất phát từ thực nghiệm và có thể có sai số do đo đạc).

## Ý nghĩa
Hệ đo lường Planck không mang tính duy con người, nhưng vẫn có sự chọn lựa tùy ý trong các hằng số cơ bản. Không như mét và giây, được định nghĩa trong hệ SI vì lý do lịch sử, độ dài Planck và thời gian Planck xuất phát từ khái niệm vật lý cơ bản. Do đó chúng giúp các nhà vật lý thay đổi góc nhìn và đặt lại câu hỏi. Nhà vật lý Frank Wilczek viết rằng:
Ta thấy câu hỏi đặt ra không phải là "Tại sao lực hấp dẫn yếu như vậy?", mà là "Tại sao khối lượng của proton nhỏ như vậy?" Bởi trong đơn vị tự nhiên (Planck), độ mạnh của lực hấp dẫn đơn giản là một, trong khi khối lượng của proton là một con số bé tí [1/(13 tỷ tỷ)].

Tuy đúng là lực đẩy tĩnh điện giữa hai proton (cô lập trong chân không) lớn hơn nhiều so với lực hút hấp dẫn giữa chúng, điều này không phải là do độ mạnh tương đối giữa hai lực cơ bản này. Từ góc nhìn của hệ đo lường Planck, so sánh này không có nghĩa, vì khối lượng và điện tích là hai đại lượng không cân xứng. Thay vì đó, sự chênh lệch về độ lớn này chủ yếu là do việc điện tích của proton xấp xỉ bằng điện tích đơn vị nhưng khối lượng proton nhỏ hơn rất nhiều so với khối lượng đơn vị.
| Năm  | Đại lượng        | Diễn giải                                   | Nhà khoa học chính |
| ---- | ---------------- | ------------------------------------------- | ------------------ |
| 1954 | độ dài           | giới hạn hấp dẫn của thuyết lượng tử        | Oskar Klein        |
| 1955 | độ dài           | giới hạn lượng tử của thuyết tương đối rộng | John Wheeler       |
| 1965 | khối lượng       | chặn trên của khối lượng các hạt cơ bản     | Moisey Markov      |
| 1966 | nhiệt độ         | chặn trên của nhiệt độ (nóng tuyệt đối)     | Andrei Sakharov    |
| 1971 | khối lượng       | chặn dưới cho khối lượng của lỗ đen         | Stephen Hawking    |
| 1982 | khối lượng riêng | khối lượng riêng lớn nhất                   | Moisey Markov      |

## Quy mô Planck
Trong vật lý hạt và vũ trụ học vật lý, quy mô Planck (hay thang Planck) mô tả những thứ ở mức năng lượng vào khoảng 1,22 × 1019 GeV (năng lượng Planck, tương ứng với tương đương khối lượng–năng lượng của khối lượng Planck, 2,17645 × 10−8 kg) mà khi đó hiệu ứng lượng tử của lực hấp dẫn trở nên đáng kể. Ở quy mô này, những lý thuyết hiện có về tương tác hạt sử dụng lý thuyết trường lượng tử không còn đúng nữa, do tác động của sự không thể tái chuẩn hóa của lực hấp dẫn trong những lý thuyết hiện nay.

### Mối quan hệ với lực hấp dẫn
Tại quy mô của độ dài Planck, độ lớn của lực hấp dẫn được cho là sẽ tương đương với những lực khác, và có lý thuyết cho rằng tất cả lực cơ bản sẽ hợp nhất ở quy mô này, mặc dù cơ chế chính xác cho sự hợp nhất này chưa được biết rõ. Quy mô Planck này là nơi tác động của hấp dẫn lượng tử trở nên đáng kể trong các tương tác cơ bản, và các tính toán và cách tiếp cận hiện nay sụp đổ.
Trong khi các nhà vật lý hiểu biết khá rõ về sự tương tác của các lực cơ bản khác ở mức độ lượng tử, lực hấp dẫn lại có nhiều vấn đề hơn hẳn và không thể kết hợp với cơ học lượng tử ở mức năng lượng rất cao sử dụng lý thuyết trường lượng tử. Khi ấy, cần phải có một lý thuyết hấp dẫn lượng tử để giải quyết vấn đề này. Một số cách tiếp cận khác bao gồm lý thuyết dây và thuyết M, hấp dẫn lượng tử vòng, hình học không giao hoán, và cơ học lượng tử p-adic.

### Trong vũ trụ học
Trong vũ trụ học Big Bang, kỷ nguyên Planck hay thời kỳ Planck là giai đoạn sớm nhất của Vụ Nổ Lớn, trước khi vũ trụ có tuổi đời bằng một thời gian Planck, tP, xấp xỉ 10−43 giây. Không có lý thuyết vật lý nào hiện nay có thể mô tả khoảng thời gian ngắn như vậy, và không rõ khái niệm thời gian có ý nghĩa gì với giá trị nhỏ hơn thời gian Planck. Các nhà vật lý cho rằng hiệu ứng lượng tử của lực hấp dẫn thống trị các tương tác vật lý trong trường hợp đó. Ở quy mô này, lực thống nhất của Mô hình chuẩn được xem là hợp nhất với lực hấp dẫn. Cực kỳ nóng và đặc, kỷ nguyên Planck được nối tiếp bởi kỷ nguyên thống nhất lớn, nơi lực hấp dẫn bị tách khỏi lực thống nhất của Mô hình chuẩn, theo sau bởi kỷ nguyên lạm phát, kết thúc sau khoảng 10−32 giây (hay 1010 tP).
So với kỷ nguyên Planck, vũ trụ quan sát được hiện nay khi biểu diễn bằng đơn vị Planck trông rất tột cùng:
| Tính chất của vũ trụ quan sát được | Giá trị xấp xỉ trong đơn vị Planck | Giá trị tương đương                                                                           |
| ---------------------------------- | ---------------------------------- | --------------------------------------------------------------------------------------------- |
| Tuổi                               | 8.08 × 1060 tP                     | 4.35 × 1017 s, hay 13.8 × 109 năm                                                             |
| Đường kính                         | 5.4 × 1061 lP                      | 8.7 × 1026 m hay 9.2 × 1010 ly                                                                |
| Khối lượng                         | khoảng 1060 mP                     | 1053 kg hay 5 × 1022 khối lượng mặt trời (chỉ tính sao) 1080 proton (còn gọi là số Eddington) |
| Mật độ tới hạn                     | 1.8 × 10−123 ρP                    | 9.9 × 10−27 kg m−3                                                                            |
| Nhiệt độ                           | 1.9 × 10−32 TP                     | 2.725 K nhiệt độ của bức xạ nền vũ trụ                                                        |
| Hằng số vũ trụ                     | 5.6 × 10−122 t −2 P                | 1.9 × 10−35 s−2                                                                               |
| Hằng số Hubble                     | 1.18 × 10−61 t −1 P                | 2.2 × 10−18 s−1                                                                               |

Sự xuất hiện các con số lớn gần bằng hoặc liên quan tới 1060 trong bảng trên là một điều ngẫu nhiên làm một số nhà lý thuyết tò mò. Đó là một ví dụ về kiểu số lớn tình cờ khiến một số nhà vật lý như Eddington và Dirac phát triển một giả thuyết vật lý khác (như là vận tốc ánh sáng thay đổi hay giả thuyết G biến thiên của Dirac). Sau khi hằng số vũ trụ được đo đạc năm 1998, xấp xỉ bằng 10−122 trong đơn vị Planck, người ta thấy rằng con số này gần bằng nghịch đảo của bình phương tuổi của vũ trụ. Barrow và Shaw (2011) đề xuất một lý thuyết khác mà trong đó Λ là một trường thay đổi sao cho giá trị của nó Λ ~ T−2 trong suốt lịch sử của vũ trụ.

## Các đơn vị

### Động lượng Planck
Động lượng Planck bằng khối lượng Planck nhân với vận tốc ánh sáng. Không giống như các đơn vị Planck khá, động lượng Planck nằm trong khoảng kích cỡ con người. Ví dụ, chạy với một vật nặng 2 kg (108 khối lượng Planck) với vận tốc chạy trung bình 3 m/s (10−8 tốc độ ánh sáng trong chân không) khiến vật đó có khoảng 1 động lượng Planck. Một người nặng 70 kg đi bộ với vận tốc khoảng 1,4 m/s (5,0 km/h) sẽ có động lượng vào khoảng 15 {\displaystyle m_{\text{P}}c}.

### Khối lượng riêng Planck
Khối lượng riêng Planck là một đơn vị rất lớn, bằng khoảng 1023 khối lượng mặt trời ép vào một không gian cỡ hạt nhân nguyên tử. Khối lượng riêng Planck được xem là giá trị chặn trên của khối lượng riêng.

### Lực Planck
Lực Planck là đơn vị của lực suy ra từ các đơn vị Planck cơ bản cho thời gian, độ dài và khối lượng. Nó bằng đơn vị tự nhiên của động lượng chia cho thời gian.
{\displaystyle F_{\text{P}}={\frac {m_{\text{P}}c}{t_{\text{P}}}}={\frac {c^{4}}{G}}=1.210295\times 10^{44}{\mbox{ N.}}}
Lực Planck liên quan tới sự tương quan giữa lực hấp dẫn và lực điện từ: lực hút hấp dẫn giữa hai vật nặng 1 khối lượng Planck cách nhau 1 độ dài Planck là 1 lực Planck; tương tự, lực đểy/hút tĩnh điện giữa hai diện tích Planck cách nhau 1 độ dài Planck có độ lớn bằng 1 lực Planck.
Lực Planck xuất hiện trong phương trình trường Einstein, mô tả tính chất của trường hấp dẫn xung quanh một vật thể bất kỳ:
{\displaystyle G_{\mu \nu }=8\pi {\frac {G}{c^{4}}}T_{\mu \nu }}
trong đó {\displaystyle G_{\mu \nu }} là tenxơ Einstein và {\displaystyle T_{\mu \nu }} là tenxơ ứng suất–năng lượng. Lực Planck do đó mô tả mức độ hay khả năng của không-thời gian  bị bẻ cong bởi một khối lượng-năng lượng cho trước.
Từ năm 1993, nhiều tác giả (De Sabbata & Sivaram, Massa, Kostro & Lange, Gibbons, Schiller) cho rằng lực Planck là lực lớn nhất có thể quan sát được trong tự nhiên. Tính chất giới hạn này đúng cho lực hấp dẫn và bất kỳ loại lực nào khác.

### Năng lượng Planck
Hầu hết các đơn vị Planck đều rất nhỏ, như độ dài hay thời gian Planck, hoặc rất lớn, như nhiệt độ hay gia tốc Planck. Để so sánh, năng lượng Planck xấp xỉ bằng năng lượng dự trữ trong một thùng nhiên liệu (57.2 L xăng với 34.2 MJ/L hóa năng). Tia vũ trụ năng lượng cực cao quan sát năm 1991 có mức năng lượng đo được khoảng 50 joules, bằng khoảng 2,5 × 10−8 EP. Về mặt lý thuyết, các photon năng lượng cao nhất mang khoảng 1 EP năng lượng, trên mức đó nó không khác một hạt Planck mang cùng năng lượng.

### Nhiệt độ Planck
Một nhiệt độ Planck, bằng khoảng 1,416784(16)×1032 K, được coi là giới hạn cơ bản của nhiệt độ. Một vật thể với nhiệt độ 142×1032 kelvin (TP) sẽ phát ra bức xạ vật đen with a bước sóng tối đa là 1616×10−35 m (độ dài Planck), khi đó mỗi photon và va chạm sẽ có đủ năng lượng để tạo thành hạt Planck. Hiện không có mô hình vật lý nào mô tả được nhiệt độ lớn hơn hoặc bằng nhiệt độ Planck TP.

### Thời gian Planck
Một đơn vị thời gian Planck là khoảng thời gian cần để ánh sáng di chuyển được quãng đường 1 độ dài Planck trong chân không, tức bằng khoảng 5.39 × 10−44 s (đơn vị Gauss). Tất cả thí nghiệm và trải nghiệm thực tế diễn ra trên khoảng thời gian lớn hơn rất nhiều so với thời gian Planck, khiến bất kỳ hiện tượng gì diễn tra ở quy mô Planck không thể phát hiện được với trình độ khoa học công nghệ ngày nay. Tính đến  tháng 11 năm 2016, sai số thời gian nhỏ nhất trong đo đạc trực tiếp nằm trong khoảng 850 zepto giây (8.50 × 10−19 giây).

## Các phương trình vật lý
Bảng 6 cho thấy việc sử dụng đơn vị Planck đơn giản hóa nhiều phương trình cơ bản trong vật lý, do nó chuẩn hóa năm hằng số phổ quát (và tích của chúng) thành giá trị là 1. Trong hệ SI, ta cần xem xét đơn vị của các hằng số. Trong hệ đo lường Planck, ta không cần phải viết chúng nếu đã được hiểu trước.
|                                                                 | Dạng đơn vị SI | Dạng đơn vị Planck |
| --------------------------------------------------------------- | --- | --- |
| Định luật vạn vật hấp dẫn của Newton                            | {\displaystyle F=G{\frac {m_{1}m_{2}}{r^{2}}}} | {\displaystyle F={\frac {m_{1}m_{2}}{r^{2}}}} |
| Phương trình trường Einstein trong thuyết tương đối rộng        | {\displaystyle {G_{\mu \nu }=8\pi {G \over c^{4}}T_{\mu \nu }}\ } | {\displaystyle {G_{\mu \nu }=8\pi T_{\mu \nu }}\ } |
| Sự tương đương khối lượng–năng lượng trong thuyết tương đối hẹp | {\displaystyle {E=mc^{2}}\ } | {\displaystyle {E=m}\ } |
| Quan hệ năng lượng–động lượng                                   | {\displaystyle E^{2}=m^{2}c^{4}+p^{2}c^{2}\;} | {\displaystyle E^{2}=m^{2}+p^{2}\;} |
| Nhiệt năng trên hạt trên bậc tự do                              | {\displaystyle {E={\tfrac {1}{2}}k_{\text{B}}T}\ } | {\displaystyle {E={\tfrac {1}{2}}T}\ } |
| Công thức entropy Boltzmann                                     | {\displaystyle {S=k_{\text{B}}\ln \Omega }\ } | {\displaystyle {S=\ln \Omega }\ } |
| Liên hệ Planck–Einstein cho năng lượng và tần số góc            | {\displaystyle {E=\hbar \omega }\ } | {\displaystyle {E=\omega }\ } |
| Định luật Planck cho vật đen tại nhiệt độ T                     | {\displaystyle I(\omega ,T)={\frac {\hbar \omega ^{3}}{4\pi ^{3}c^{2}}}~{\frac {1}{e^{\frac {\hbar \omega }{k_{\text{B}}T}}-1}}} | {\displaystyle I(\omega ,T)={\frac {\omega ^{3}}{4\pi ^{3}}}~{\frac {1}{e^{\omega /T}-1}}} |
| Định nghĩa hằng số Stefan–Boltzmann σ                           | {\displaystyle \sigma ={\frac {\pi ^{2}k_{\text{B}}^{4}}{60\hbar ^{3}c^{2}}}} | {\displaystyle \sigma ={\frac {\pi ^{2}}{60}}} |
| Entropy lỗ đen Bekenstein–Hawking                               | {\displaystyle S_{\text{BH}}={\frac {A_{\text{BH}}k_{\text{B}}c^{3}}{4G\hbar }}={\frac {4\pi Gk_{\text{B}}m_{\text{BH}}^{2}}{\hbar c}}} | {\displaystyle S_{\text{BH}}={\frac {A_{\text{BH}}}{4}}=4\pi m_{\text{BH}}^{2}} |
| Phương trình Schrödinger                                        | {\displaystyle -{\frac {\hbar ^{2}}{2m}}\nabla ^{2}\psi (\mathbf {r} ,t)+V(\mathbf {r} ,t)\psi (\mathbf {r} ,t)=i\hbar {\frac {\partial \psi (\mathbf {r} ,t)}{\partial t}}} | {\displaystyle -{\frac {1}{2m}}\nabla ^{2}\psi (\mathbf {r} ,t)+V(\mathbf {r} ,t)\psi (\mathbf {r} ,t)=i{\frac {\partial \psi (\mathbf {r} ,t)}{\partial t}}} |
| Phương trình Schrödinger dạng Hamilton                          | {\displaystyle H\left\|\psi _{t}\right\rangle =i\hbar {\frac {\partial }{\partial t}}\left\|\psi _{t}\right\rangle } | {\displaystyle H\left\|\psi _{t}\right\rangle =i{\frac {\partial }{\partial t}}\left\|\psi _{t}\right\rangle } |
| Phương trình Dirac dạng hiệp biến                               | {\displaystyle \ (i\hbar \gamma ^{\mu }\partial _{\mu }-mc)\psi =0} | {\displaystyle \ (i\gamma ^{\mu }\partial _{\mu }-m)\psi =0} |
| Nhiệt độ Unruh                                                  | {\displaystyle T={\frac {\hbar a}{2\pi ck_{B}}}} | {\displaystyle T={\frac {a}{2\pi }}} |
| Định luật Coulomb                                               | {\displaystyle F={\frac {1}{4\pi \varepsilon _{0}}}{\frac {q_{1}q_{2}}{r^{2}}}} | {\displaystyle F={\frac {q_{1}q_{2}}{r^{2}}}} |
| Phương trình Maxwell                                            | {\displaystyle {\begin{aligned}&\nabla \cdot \mathbf {E} ={\frac {1}{\varepsilon _{0}}}\rho \\&\nabla \cdot \mathbf {B} =0\\&\nabla \times \mathbf {E} =-{\frac {\partial \mathbf {B} }{\partial t}}\\&\nabla \times \mathbf {B} ={\frac {1}{c^{2}}}\left({\frac {1}{\varepsilon _{0}}}\mathbf {J} +{\frac {\partial \mathbf {E} }{\partial t}}\right)\end{aligned}}} | {\displaystyle {\begin{aligned}&\nabla \cdot \mathbf {E} =4\pi \rho \\&\nabla \cdot \mathbf {B} =0\\&\nabla \times \mathbf {E} =-{\frac {\partial \mathbf {B} }{\partial t}}\\&\nabla \times \mathbf {B} =4\pi \mathbf {J} +{\frac {\partial \mathbf {E} }{\partial t}}\end{aligned}}} |
| Phương trình trạng thái khí lý tưởng                            | {\displaystyle PV=nRT} | {\displaystyle PV=NT} |

## Các cách chuẩn hóa khác
Như đã nói ở trên, hệ đo lường Planck được suy ra bằng cách "chuẩn hóa" giá trị của một số hằng số phổ quát thành 1. Cách chuẩn hóa này không phải là duy nhất hay tốt nhất. Hơn nữa, việc chọn thừa số nào để chuẩn hóa trong số các hằng số trong vật lý không rõ ràng, và giá trị của hệ đo lường Planck phụ thuộc vào sự chọn lựa này.
Hệ số 4π rất phổ biến trong vật lý lý thuyết vì diện tích bề mặt của một mặt cầu với bán kính r là 4πr2. Điều này, cùng với khái niệm của thông lượng, là cơ sở của định luật nghịch đảo bình phương, định luật Gauss, và toán tử div cho mật độ thông lượng. Ví dụ, trường hấp dẫn và điện trường tạo bởi điện tích điểm có tính đổi xứng hình cầu. Ví dụ, hệ số 4πr2 xuất hiện trong mẫu số của định luật Coulomb trong đơn vị Lorentz–Heaviside, là do thông lượng của điện trường được phân phối đều khắp bề mặt của hình cầu. Tương tự với định luật hấp dẫn của Newton. (Nếu không gian có nhiều hơn ba chiều, hệ số 4π sẽ phải được chỉnh sửa theo hình học của mặt cầu trong không gian nhiều chiều.)
Do đó một số nhà vật lý sau Planck đề xuất không chuẩn hóa G mà là 4πG (hoặc 8πG hay 16πG) thành 1. Làm thế sẽ tạo ra hệ số 1/4π (hoặc 1/8π hay 1/16π) trong phương trình của định luật vạn vật hấp dẫn, tương đồng với định luật Coulomb viết theo độ điện thẩm chân không. Khi việc này được áp dụng cho hằng số điện từ ε0, hệ đơn vị này được gọi là hệ đo lường Lorentz–Heaviside dạng hợp lý hóa. Khi áp dụng cho cả đơn vị Planck và hằng số hấp dẫn, người ta gọi đó là hệ đo lường Planck hợp lý hóa và được dùng trong vật lý hạt.
Nói cách khác, hệ đo lường Planck hợp lý hóa được định nghĩa sao cho {\displaystyle c=4\pi G=\hbar =\varepsilon _{0}=k_{\text{B}}=1}.

### Lực hấp dẫn
Năm 1899, định luật vạn vật hấp dẫn của Newton vẫn được coi là chính xác, khi mà thuyết tương đối rộng vẫn chưa ra đời. Do đó Planck chuẩn hóa hằng số hấp dẫn G trong định luật của Newton thành 1. Trong những lý thuyết sau đó, G hầu như luôn xuất hiện trong công thức cùng hệ số 4π hoặc một hệ số nguyên nào khác. Do đó, một số đề xuất cho rằng nên chuẩn hóa 4πG thay vì chỉ G.
Chuẩn hóa 4πG thành 1:
- Định luật hấp dẫn Gauss trở thành Φg = −M (thay vì Φg = −4πM trong đơn vị Planck).
- Loại bỏ 4πG khỏi phương trình Poisson.
- Loại bỏ 4πG trong phương trình điện từ hấp dẫn. Những phương trình này, đúng trong trường hấp dẫn yếu hoặc không-thời gian phẳng, có dạng giống với phương trình Maxwell (và phương trình lực Lorentz) của điện từ, với khối lượng riêng thay vì mật độ điện tích, và 1/4πG thay cho ε0.
- Chuẩn hóa trở kháng đặc trưng Z0 của sóng hấp dẫn trong chân không thành 1. (Thường được biểu diễn là 4πG/c)
- Loại bỏ 4πG khỏi công thức Bekenstein–Hawking (cho entropy của một lỗ đen theo khối lượng m và diện tích chân trời sự kiện A), trở thành SBH = πA = m2.

Chuẩn hóa 8πG = 1 sẽ loại bỏ 8πG khỏi phương trình trường Einstein, tác động Einstein–Hilbert, và phương trình Friedmann, cho lực hấp dẫn. Hệ đơn vị Planck sửa đổi sao cho 8πG = 1 được gọi là hệ đo lường Planck thu gọn, do khối lượng Planck được chia cho √8π. Ngoài ra, công thức Bekenstein–Hawking cho entropy của lỗ đen trở thành S = m2/2 = 2πA.
Chuẩn hóa 16πG = 1 sẽ loại bỏ hằng số c4/16πG khỏi tác động Einstein–Hilbert. Phương trình trường Einstein dạng sử dụng hằng số vũ trụ Λ trở thành Rμν + Λgμν = 1/2(Rgμν + Tμν).

### Lực điện từ
Hệ đơn vị Planck chuẩn hóa hằng số Coulomb ke = 1/4πε0 thành 1 (giống hệ đo lường CGS). Điều này khiến cho đơn vị Planck cho trở kháng, ZP bằng Z0/4π, trong đó Z0 là trở kháng đặc trưng của chân không.
Chuẩn hóa độ điện thẩm chân không ε0 thành 1:
- Chuẩn hóa độ từ thẩm chân không μ0 = 1 (vì c = 1).
- Chuẩn hóa trở kháng đặc trưng của chân không Z0 = 1.
- Loại bỏ 4π khỏi dạng không thứ nguyên của phương trình Maxwell.
- Loại bỏ ε0 khỏi dạng không thứ nguyên của định luật Coulomb, nhưng hệ số 4πr2 vẫn nằm trong mẫu số.

### Nhiệt độ
Planck chuẩn hóa hằng số Boltzmann kB thành 1.
Chuẩn hóa 1/2kB thành 1:
- Loại bỏ hệ số 1/2 trong dạng không thứ nguyên của phương trình nhiệt năng trên hạt trên bậc tự do.
- Không ảnh hưởng gì đến các đơn vị Planck cơ bản hay suy ra trong Bảng 3 và 4

## Sự thay đổi bất biến của tự nhiên
Một số nhà vật lý như Dirac và Milne đề xuất ý kiến cho rằng các "hằng số" vật lý có thể thay đổi theo thời gian (ví dụ như tốc độ ánh sáng biến thiên hay giả thuyết G thay đổi của Dirac). Những lý thuyết này chưa được chấp nhận và còn nhiều ẩn số xung quanh việc "hằng số" vật lý có thể thay đổi. Một câu hỏi quan trọng là: Một sự thay đổi như thế có làm thay đổi kết quả của các thí nghiệm vật lý, hay thậm chí là nhận thức của chúng ta về hiện thực hay không? Nếu một hằng số vật lý không có thứ nguyên, như tốc độ ánh sáng, thay đổi, liệu ta có cảm nhận hay đo đạc được nó không?
George Gamow trong quyển sách Mr. Tompkins trong vương quốc kỳ diệu cho rằng một sự thay đổi đủ lớn của một hằng số vật lý có thứ nguyên, như tốc độ ánh sáng trong chân không, sẽ dẫn đến sự thay đổi trong nhận thức. John D. Barrow thách thức quan điểm này:
[Một] bài học quan trọng từ việc những số thuần túy như α định nghĩa thế giới là một thế giới khác thật sự là như thế nào. Con số thuần túy mà ta gọi là hằng số cấu trúc tính tế và ký hiệu bằng α là một sự kết hợp của điện tích e, tốc độ ánh sáng, c, và hằng số Planck h. Ban đầu ta có thể cho rằng thế giới mà tốc độ ánh sáng chậm hơn là một thế giới khác. Nhưng điều đó là sai lầm. Nếu c, h, và e cùng thay đổi sao cho giá trị của chúng trong hệ metric (hay bất kỳ hệ nào khác) trông khác đi khi ta tìm chúng trong bảng các hằng số vật lý, nhưng giá trị của α vẫn giữ nguyên, thì thế giới mới này là giống hoàn toàn về mặt quan sát với thế giới của chúng ta. Thứ duy nhất định nghĩa thế giới là giá trị của các hằng số không thứ nguyên của Tự nhiên. Nếu tất cả khối lượng đều nhân đôi về mặt giá trị [bao gồm cả khối lượng Planck mP] bạn không thể biết vì tất cả số thuần túy định nghĩa bởi tỉ số giữa hai cặp khối lượng bất kỳ đều không đổi.— Barrow 2002

Ta có thể biết được nếu một đại lượng vật lý không thứ nguyên như là hằng số cấu trúc tinh tế a hoặc tỉ lệ khối lượng proton-electron mp/me thay đổi, nhưng nếu tất cả đại lượng không thứ nguyên (bao gồm tỉ số giữa hai đại lượng cùng thứ nguyên) không thay đổi, thì ta không thể biết nếu một đại lượng có thứ nguyên, như là vận tốc ánh sáng c đã thay đổi hay chưa.
Nếu tốc độ ánh sáng c bị giảm đi một nửa, thành 1/2c (với điều kiện tất cả đại lượng không thứ nguyên không đổi), thì độ dài Planck sẽ tăng lên gấp 2√2 lần từ góc nhìn của một quan sát viên từ bên ngoài không bị ảnh hưởng. Trong góc nhìn của những người trong vũ trụ đó, vận tốc ánh sáng vẫn sẽ là 1 độ dài Planck mới trên 1 thời gian Planck mới – không thay đổi so với ban đầu. Tuy nhiên, với điều kiện đã cho, tỉ số giữa kích cỡ của nguyên tử (xấp xỉ bằng bán kính Bohr) và độ dài Planck là một hằng số không thứ nguyên:
{\displaystyle a_{0}={\frac {4\pi \epsilon _{0}\hbar ^{2}}{m_{e}e^{2}}}={\frac {m_{\text{P}}}{m_{e}\alpha }}l_{\text{P}}.}
Do đó đối với người quan sát từ bên ngoài, nguyên tử sẽ lớn gấp 2√2 lần ban đầu, chúng ta sẽ cao hơn 2√2 lần, cây thước dài một mét sẽ dài hơn gấp 2√2 lần. Cảm nhận của chúng ta về khoảng cách và độ dài so với độ dài Planck hay so với bất kỳ đơn vị nào khác vẫn không đổi.
Tính bất biến của thang đo tương đối với hệ đo lường Planck, hay bất kỳ hệ đo lường tự nhiên nào khác, khiến một số nhà vật lý kết luận rằng một sự thay đổi của hằng số vật lý chỉ có thể được biết qua sự thay đổi của hằng số vật lý không thứ nguyên. Một hằng số vật lý không thứ nguyên là hằng số cấu trúc tinh tế. Một số nhà vật lý thực nghiệm khẳng định đã đo được sự thay đổi trong hằng số này, dẫn đến nhiều tranh luận về việc đo đạc hằng số vật lý. Vài nhà vật lý lý thuyết cho rằng trong một số trường hợp rất đặc biệt, thay đổi trong hằng số cấu trúc tinh tế có thể được đo đạc qua thay đổi trong các hằng số vật lý có thứ nguyên. Những người khác bác bỏ khả năng này dưới bất kỳ trường hợp nào. Khó khăn trong việc phát hiện sự thay đổi của các hằng số vật lý có thứ nguyên dẫn đến tranh luận về việc liệu một hằng số vật lý thứ nguyên có ý nghĩa thực tế nào không.